# یواس‌اس ال‌اس‌تی-۴۹۱
یواس‌اس ال‌اس‌تی-۴۹۱ (به انگلیسی: USS LST-491) یک کشتی بود که طول آن ۳۲۸ فوت (۱۰۰ متر) بود. این کشتی در سال ۱۹۴۳ ساخته شد.